# Niedersächsische Bibliographie
Die Niedersächsische Bibliographie ist eine Regionalbibliografie für die Bundesländer Niedersachsen und Bremen. Sie wird von der Gottfried Wilhelm Leibniz Bibliothek – Niedersächsische Landesbibliothek in Hannover erstellt sowie inhaltlich und redaktionell betreut. Für das Gebiet des ehemaligen Landes Oldenburg und das Land Bremen beteiligen sich die Landesbibliothek Oldenburg und die Staats- und Universitätsbibliothek Bremen an der Titelerschließung.

## Inhalt

Niedersachsen und Bremen

Für die Niedersächsische Bibliographie werden Publikationen aus allen Lebens- und Wissensbereichen mit einem inhaltlichen Bezug zu den Bundesländern Niedersachsen und Bremen, zu einzelnen Orten, historischen Territorien oder Landschaften oder zu Personen, die in der Region gelebt und gewirkt haben, verzeichnet. Die Bandbreite erstreckt sich dabei von wissenschaftlichen Veröffentlichungen bis hin zu belletristischen Werken. Neben selbstständigen Medienwerken, wie Bücher, Zeitschriften, Sammelwerke, Karten, Ausstellungskataloge oder elektronische Ressourcen, machen die unselbstständigen Publikationen, also Aufsätze aus Zeitschriften, Jahrbüchern und Sammelwerken, den größten Teil der in der Bibliographie nachgewiesenen Titel aus.
Die Online-Datenbank der Niedersächsischen Bibliographie enthält einen laufend aktualisierten Datenbestand von über 400.000 Literaturnachweisen (Stand 2025). Sie wird innerhalb der Verbunddatenbank des Gemeinsamen Bibliotheksverbunds (GBV) erstellt. Sämtliche Titelnachweise sind somit auch im Gemeinsamen Verbundkatalog des GBV enthalten. Die Titel werden nach dem bibliothekarischen Regelwerk RDA formal erfasst und durch eine eigene Systematik sowie durch Schlagwörter aus einem normierten Schlagwortkatalog in Anlehnung an die Gemeinsame Normdatei (GND) sachlich erschlossen.
Die Niedersächsische Bibliographie ist in die Virtuelle Deutsche Landesbibliographie integriert, welche eine parallele Recherche in allen deutschen Landesbibliographien ermöglicht. Als Teilbestände der Niedersächsischen Bibliographie werden die Bremische Bibliographie mit über 30.000 Literaturnachweisen (Stand 2025) sowie die Oldenburgische Bibliographie mit über 45.000 Literaturnachweisen (Stand 2025) als separate Online-Datenbanken angeboten.
Bis auf wenige Ausnahmen sind alle verzeichneten Titel in der Gottfried Wilhelm Leibniz Bibliothek – Niedersächsische Landesbibliothek in Hannover vorhanden und bestellbar. Eine wesentliche Grundlage bilden die Pflichtexemplare, die seit 1737 an die Bibliothek abgeliefert werden.

## Geschichte

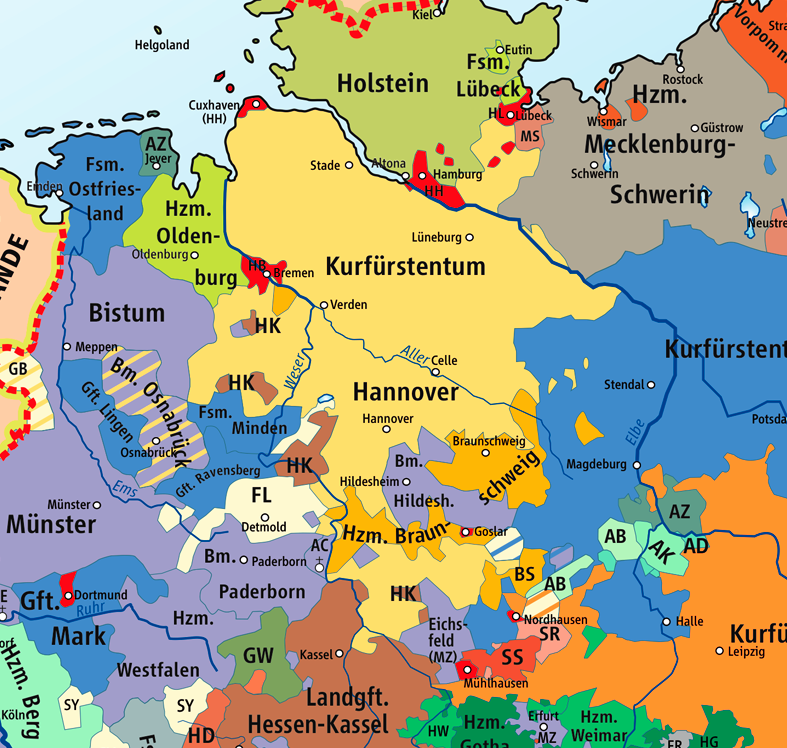
"Niedersachsen" im 18. Jahrhundert

### Hannover und Braunschweig (Berichtszeit bis 1907)
Das erste Verzeichnis von Literatur über das welfische Herzogtum Braunschweig-Lüneburg, im 18. Jahrhundert aufgeteilt in das Kurfürstentum Hannover und das Herzogtum Braunschweig-Wolfenbüttel, ist die 1729 erschienene Succincta notitia scriptorum rerum Brunsvicensium ac Luneburgensium […] von Daniel Eberhard Baring, Bibliothekar an der Königlichen öffentlichen Bibliothek in Hannover. Die darin verzeichnete Literatur ist in acht Sachgruppen und innerhalb dieser nach Formaten geordnet. Diese Anordnung entspricht vermutlich der damaligen Aufstellung der Königlichen Bibliothek in Hannover.
Sachlich wesentlich differenzierter geordnet ist die 1744 von dem Geheimen Justizrat Georg Septimus Andreas von Praun (dem später u. a. auch die Oberaufsicht über die Herzogliche Bibliothek in Wolfenbüttel übertragen wurde) veröffentlichte Bibliotheca Brunsvico-Luneburgensis scriptores rerum Brunsvico-Luneburgensium […]. Die 2.764 Titelnachweise in dieser Bibliographie sind in fünf Hauptgruppen mit zahlreichen Untergruppen geordnet und durchnummeriert. Auch gibt es ein alphabetisches Personen- und Sachregister mit Verweis auf die Titelnummern. Unabhängig von dieser Bibliographie erstellte der in Wolfenbüttel tätige Hofgerichtsassessor Anton Ulrich von Erath als ein Teil seiner 1745 veröffentlichten tabellarischen Geschichte des Welfenhauses die Bibliotheca Brunsvico-Luneburgensis scriptores historico-politico-iuridica. Ein Merkmal dieser Bibliographie ist, dass die 3.955 verzeichneten Titel nicht systematisch, sondern alphabetisch nach Schlagwörtern geordnet sind. Wie bei Praun sind die Titel durchnummeriert und durch ein alphabetisches Personen- und Sachregister erschlossen.

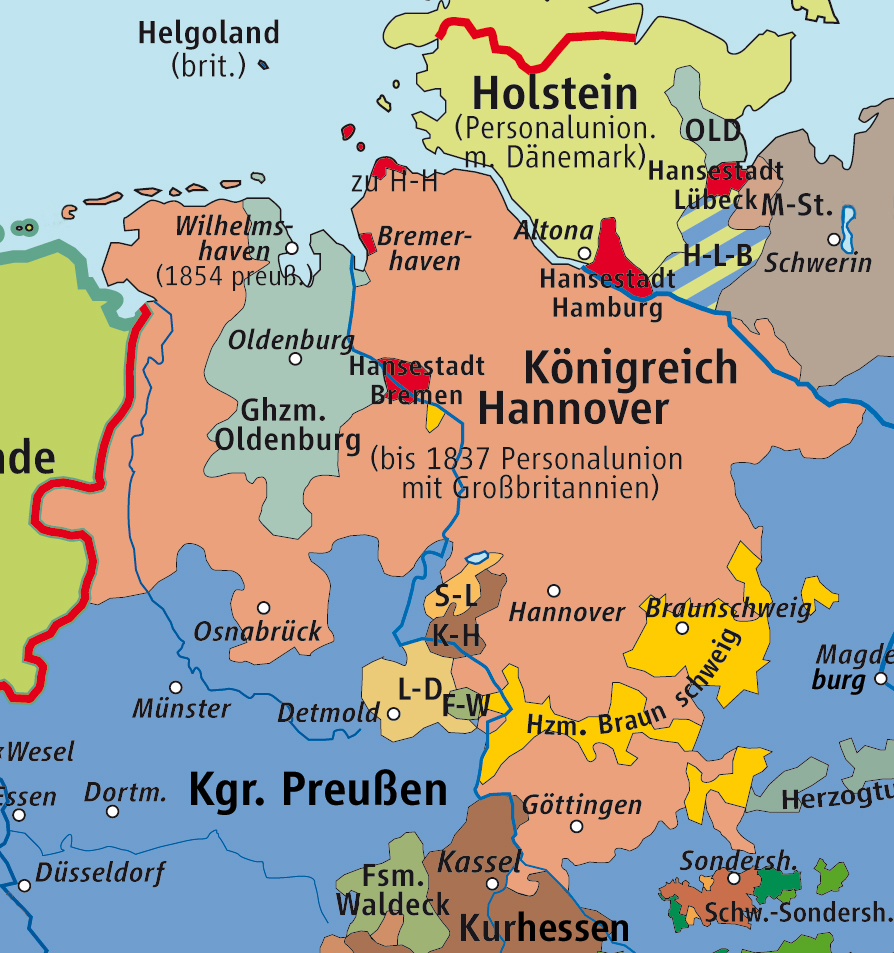
"Niedersachsen" 1815 bis 1866

Erst im Jahr 1810 wurden die Bibliographien von Praun und Erath von dem hannoverschen Kammerherrn und Diplomaten Friedrich von Ompteda durch die Neue Vaterländische Literatur fortgesetzt. Dieses Werk ist ausdrücklich eine Fortsetzung der genannten Bibliographien, allerdings beschränkt auf das Kurfürstentum Hannover (Fürstentümer Calenberg, Grubenhagen und Lüneburg sowie Grafschaft Hoya, Herzogtum Lauenburg, Herzogtümer Bremen und Verden) unter Einbeziehung des Hochstifts bzw. Fürstentums Osnabrück (das Hochstift wurde nach dem Dreißigjährigen Krieg alternierend von einem Prinzen des Hauses Hannover und einem katholischen Bischof und ab 1802 in Personalunion von dem hannoverschen Kurfürsten regiert), wobei der Berichtszeitraum mit der Gründung des Königreichs Westphalen im Jahre 1807 endet. Die rund 3.000 Titelnachweise – enthalten sind auch Zeitschriftenaufsätze und Rezensionen – sind sehr differenziert gegliedert und oft mit Erläuterungen versehen. Eine unmittelbare Fortsetzung erhält dieses Werk durch die von Ernst Wilhelm Gustav Schlüter, Justizrat in Stade, im Jahr 1830 herausgegebene Neueste Vaterländische Literatur. Die Gliederung dieser rund 2.000 Titel umfassenden Bibliographie wurde von Ompteda übernommen, wobei die durch den Wiener Kongress neu hinzugekommenen Gebiete des nunmehrigen Königreichs Hannover, also im Wesentlichen Hildesheim, Goslar, Ostfriesland, Emsland und Bentheim, in einem Anhang Berücksichtigung finden. In beiden Bibliographien sind die Titel durchnummeriert und durch ein alphabetisches Personen- und Sachregister (einschließlich Ortsnamen) erschlossen.
Eine weitere Bibliographie erschien erst wieder im Jahr 1908 mit der von Victor Loewe, Archivar am Staatsarchiv Hannover, erstellten Bibliographie der hannoverschen und Braunschweigischen Geschichte. Dieses viel kritisierte, 5.834 Titelnummern umfassende Werk für den Berichtszeitraum ab ca. 1815 bis 1907 berücksichtigt im Unterschied zu jenen von Ompteda und Schlüter zwar das Herzogtum Braunschweig, nicht jedoch die hannoverschen Regierungsbezirke Aurich und Osnabrück. Zusammen mit dem Großherzogtum Oldenburg fehlt also das gesamte Weser-Ems-Gebiet. Des Weiteren sind unter anderem sachliche Einschränkungen und das fehlende Sachregister gegenüber den Vorgängerwerken zu bemängeln.

### Osnabrück, Ostfriesland, Oldenburg, Schaumburg (Berichtszeit bis 1907)

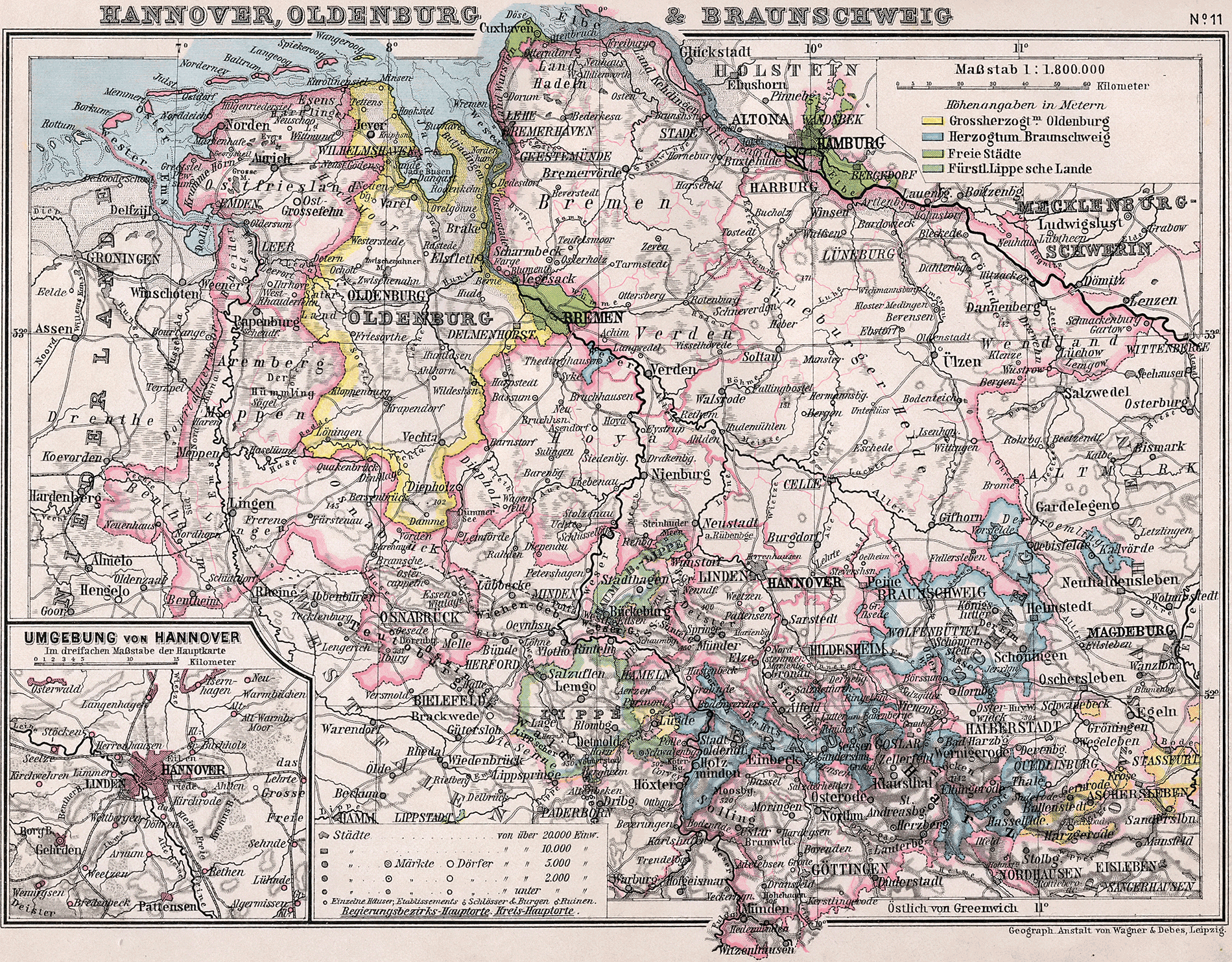
Karte "Niedersachsens" von 1905

Für die hannoverschen Regierungsbezirke Aurich und Osnabrück, das Großherzogtum Oldenburg sowie das Fürstentum Schaumburg-Lippe und die hessische Grafschaft Schaumburg gab es lange keine zusammenhängende bibliographische Berichterstattung für die Berichtsjahre bis 1907. Angeregt durch die Bibliographie der niedersächsischen Geschichte von Friedrich Busch für die Berichtsjahre ab 1908 (siehe Abschnitt „Niedersachsen und Bremen“), die sich als Fortsetzung der erwähnten Bibliographie der hannoverschen und Braunschweigischen Geschichte verstand, wurde dies in folgenden regional auf die Teilgebiete begrenzten Bibliographien nachgeholt:
Für den ehemaligen Regierungsbezirk Osnabrück (heutige Stadt Osnabrück und Landkreise Osnabrück, Emsland, Grafschaft Bentheim) hat der Historiker und Archivar Ulrich Grotefend die 1934 erschienene Bücherkunde zur Geschichte des Regierungsbezirks Osnabrück für die Berichtszeit von 1815 (teilweise auch davor) bis 1908 erstellt. Sie umfasst 1451 Titelnummern.
Für Ostfriesland bzw. den Regierungsbezirk Aurich erschien nach mehreren Anläufen 1990 die Ostfriesische Bibliographie, bearbeitet von dem Bibliothekar Martin Tielke, Leiter der Landschaftsbibliothek Aurich, für die Berichtszeit bis 1907. Sie enthält 3590 Nummern.
Für das Gebiet des ehemaligen Großherzogtums Oldenburg hat der Historiker Egbert Koolman, Bibliothekar und ab 1988 Direktor an der Landesbibliothek Oldenburg, 1987 die Oldenburgische Bibliographie für die Berichtszeit bis 1907 herausgegeben. Neben dem niedersächsischen Kernland, also dem Herzogtum Oldenburg, sind auch das Fürstentum Lübeck und das Fürstentum Birkenfeld mit wichtigen Titeln vertreten. Die Bibliographie enthält 3.667 Nummern.
Für das Fürstentum Schaumburg-Lippe und die hessische Grafschaft Schaumburg hat Friedrich Busch, Direktor der Stadtbibliothek Hannover, die 1964 erschienene Schaumburgische Bibliographie erstellt. Die Berichtszeit dieser 7.519 Titelnummern umfassenden Bibliographie reicht über das Jahr 1907 weit hinaus bis 1963.
In den genannten Bibliographien sind selbständig und unselbständig erschienene Werke aus allen Wissensgebieten verzeichnet. Die Ostfriesische, Oldenburgische und Schaumburgische Bibliographie orientieren sich in ihrer Systematik an jener der im Folgenden beschriebenen Bibliographie der niedersächsischen Geschichte. Sie besitzen zudem Register für Verfasser, Orte, Personen und Stichwörter. In der Bibliographie für den Regierungsbezirk Osnabrück fehlen solche Register leider.

### Niedersachsen und Bremen (Berichtszeit 1908 bis 1970)
Erstmals für ganz Niedersachsen einschließlich Bremen als dem Arbeitsgebiet der Historischen Kommission für Hannover, Oldenburg, Braunschweig, Schaumburg-Lippe und Bremen erschien im Jahre 1938 der erste Band der Bibliographie der niedersächsischen Geschichte von Friedrich Busch als Direktor der Stadtbibliothek Hannover für die Berichtsjahre 1908 bis 1932. Diese Bibliographie berücksichtigt die Geschichte aller Lebensbereiche und zeichnet sich im Vergleich zu den Vorgängern durch besondere Reichhaltigkeit, Sorgfalt und eine feingliedrige Systematik aus, letztere mit besonders umfangreichen Abteilungen für die „Geschichte der einzelnen Landesteile und Ortschaften“ und die „Personen- und Familiengeschichte“. Weitere Bände für die Berichtsjahre bis 1965, erstellt zum Teil gemeinsam mit Reinhard Oberschelp, folgten. Alle Bände zusammen enthalten über 50.300 Nachweise selbständig und unselbständig erschienener Titel und besitzen jeweils ein ausführliches Verfasserregister mit Titelstichwörtern sowie ein Schlagwortregister. In Ergänzung zu dieser Geschichtsbibliographie veröffentlichte Otto Wilhelm in den 1960er Jahren in zwei Teilen die Bibliographie von Niedersachsen und Bremen. Landeskunde und Landesentwicklung, Wirtschaft, Kultur, Staat für die Berichtsjahre 1957 bis 1965 und ein paar Jahre später den um die Landesgeschichte erweiterten dritten Teil für die Berichtsjahre 1966 bis 1970. Alle drei Teile zusammen enthalten rund 30.200 Titelnachweise und besitzen ein Verfasserregister sowie ein regionales Register mit sachlicher Untergliederung.
Ende der 1960er Jahre wurde die Bearbeitung der Landesbibliographie durch Vereinbarung mit der Historischen Kommission für Niedersachsen und Bremen institutionalisiert und an der Niedersächsischen Landesbibliothek durch Reinhard Oberschelp eine Arbeitsstelle aufgebaut. Neben der Aufarbeitung der Berichtslücken in der Bibliographie der niedersächsischen Geschichte von Friedrich Busch (es fehlten die Berichtszeiträume 1933 bis 1955 und ab 1961) bestand die Aufgabe der Arbeitsstelle in der Erstellung einer laufenden, über den Rahmen einer rein landesgeschichtlichen Bibliographie hinausgehenden Regionalbibliographie für die Bundesländer Niedersachsen und Bremen. Diesen Ansatz, alle für die regionale Forschung relevanten Wissensgebiete in einer Bibliographie zu vereinen, verfolgte erstmals der oben erwähnte dritte Teil der Bibliographie von Otto Wilhelm für die Berichtsjahre 1966 bis 1970.

### Niedersächsische Bibliographie (Berichtszeit ab 1971 und retrospektiv)
Die systematische Sammlung und laufende Verzeichnung des Schrifttums über Niedersachsen und Bremen begann mit dem Berichtsjahr 1971 unter dem neuen Namen Niedersächsische Bibliographie. Der erste Band erschien 1974 mit einem Geleitwort des damaligen Niedersächsischen Kultusministers Peter von Oertzen. Inhaltlich knüpfte sie an die oben genannten Bibliographien zur niedersächsischen Geschichte und Landeskunde von Friedrich Busch, Reinhard Oberschelp und Otto Wilhelm an und verzeichnet seitdem umfassend und ohne fachliche Beschränkung das Schrifttum über die Bundesländer Niedersachsen und Bremen, ihre Landschaften, Regionen, Orte, Personen etc.
Die Niedersächsische Bibliographie wurde als erste deutsche Regionalbibliographie von Anbeginn mit Hilfe der EDV erstellt. Die Bibliographie-Bände erschienen retrospektiv für ein- bis vierjährige Berichtszeiträume, die jeweils in einen systematischen Sachteil mit insgesamt über 400 Systemstellen, einen Ortsteil und einen Personenteil untergliedert waren. Ab 1988 erschienen durchgehend Jahresbände und die getrennte Verzeichnung nach Sach- und Ortsbezügen wurde zugunsten einer Einheitssystematik mit 18 Haupt- und mehreren Hundert Untergruppen aufgegeben. Alle Bände besitzen ein ausführliches Verfasser-Sachtitelregister sowie ein Schlagwortregister für Orte, Personen und Sachbegriffe. Die Einführung der Datenbank-Software ABACUS (Automatisierte Bibliographie-Bearbeitung von Allegro-C bis zum Umbrochenen Satz) im Jahr 1993 ermöglichte eine Bearbeitung von der Erfassung der Titel bis zur Herstellung der Druckvorlage. Im Jahr 2000 wurde die Bibliographie als Online-Datenbank im Internet für die Recherche zur Verfügung gestellt. Der letzte gedruckte Band für das Berichtsjahr 1999 erschien 2004.
Seit 2006 sind die Titelnachweise in der ABACUS-Online-Bibliographie mit den Besitznachweisen im Verbundkatalog des Gemeinsamen Bibliotheksverbunds (GBV) verknüpft und können somit direkt per Orts- oder Fernleihe bestellt werden. 2018/19 wurde die Niedersächsische Bibliographie in das Verbundsystem des GBV integriert und analog zu den übrigen GBV-Katalogen eine Recherche-Datenbank mit Bestellfunktion über den Verbundkatalog des GBV freigeschaltet. 
Die Titelnachweise der gedruckten Bibliographie-Bände wurden retrospektiv zurückreichend bis zum Berichtsjahr 1956 teils maschinell, teils manuell in die Datenbank integriert. Derzeit werden die Berichtsjahre 1933–1955 in der Datenbank erfasst.

#### Oldenburgische Bibliographie
Für das Gebiet des ehemaligen Landes Oldenburg erstellte die Landesbibliothek Oldenburg ab dem Berichtsjahr 1972 die Oldenburgische Bibliographie, welche bis 2012 jährlich im Oldenburger Jahrbuch veröffentlicht wurde. Seit 2005 wurden die Titel innerhalb der Niedersächsischen Bibliographie kooperativ erfasst und in einer eigenen Online-Datenbank (zunächst ABACUS, später als GBV-Katalog) für die Recherche zur Verfügung gestellt.

#### Bremische Bibliographie
Für das Bundesland Bremen beteiligt sich die Staats- und Universitätsbibliothek Bremen seit 2020 an der Bibliographie-Bearbeitung. 2023 wurde die Bremische Bibliographie als Teildatenbank der Niedersächsischen Bibliographie freigeschaltet.